# Anders Lyrbring
Anders Lyrbring (n. 21 martie 1978, Göteborg, Suedia) este un înotător suedez, medaliat olimpic. A participat la o ediție a Jocurilor Olimpice (1996) în care a câștigat o medalie de argint.

## Participări
Lista de mai jos prezintă principalele competiții la care a participat Anders Lyrbring de-a lungul carierei.
- swimming at the 1996 Summer Olympics – men's 4 × 200 metre freestyle relay[*]